# Amale e piangi
Amale e piangi (Love 'Em and Weep) è un film del 1927 diretto da Fred Guiol. È un cortometraggio con protagonisti Mae Busch, Stan Laurel e James Finlayson; il film viene considerato parte della filmografia di Stanlio e Ollio sebbene Oliver Hardy abbia solo un ruolo secondario. Il corto fu rifatto nel 1931 col titolo I polli tornano a casa, con Busch e Laurel che riprendono i loro ruoli e Hardy nel ruolo di Finlayson (che invece interpreta il maggiordomo). Amale e piangi fu completato nel gennaio del 1927 e distribuito negli Stati Uniti il 12 giugno dalla Pathé Exchange.

## Trama
L'ex amante di Tillsbury (la loro relazione risale a prima che questo si sposasse) si presenta nell'ufficio di questo per ricattarlo: o le dà una somma di denaro, o mostra a sua moglie una foto di quando i due erano amanti. Allora egli le dà appuntamento alle 19.00 per mettersi d'accordo. Ma sua moglie gli dà appuntamento alla stessa ora per una cena in casa loro dove ci saranno molti ospiti. La ricattatrice però non vuole saperne di rimandare l'appuntamento. Allora Tillsbury manda Ricketts, suo dipendente che ci sa fare con le donne, all'appuntamento con la ricattatrice per tenerla occupata e distrarla. Mentre i due si trovano ad un pub, vengono visti da una ficcanaso che ha intenzione di riferire ciò che ha visto alla moglie di Ricketts. Egli, agitato di questo, butta giù il tavolo. Allora la ricattatrice, innervosita da questo e dal fatto che Tillsbury non si è presentato, corre a casa di questo. Qui viene spacciata per la moglie di Ricketts. Poi sviene in seguito a un colpo di pistola per altro scarica che Tillsbury ha sparato. Allora Ricketts e Tillsbury cercano di portarla fuori senza farsi vedere dalla moglie di Tillsbury. Ma ella li vede e si infuria e nello stesso luogo e nello stesso momento arriva la moglie di Ricketts, informata dalla ficcanaso.

## Distribuzione

### Edizione italiana
Mai distribuito nei cinema italiani, il corto fu trasmesso su Raiuno il 19 novembre 1985 nel programma Risate con Stanlio e Ollio, accompagnato da musiche di Piero Montanari e traduzione delle didascalie da parte di doppiatori (tra cui Enzo Garinei e Giorgio Ariani per i personaggi di Laurel e Hardy). Negli anni 2000 il corto fu invece trasmesso su Rete 4 in versione restaurata con didascalie in italiano (le quali soffrivano di alcuni errori grammaticali).